# Актамов, Хамиджон
Хамиджо́н (Хамидулло́) Акта́мов (узб. Hamidjon (Hamidullo) Aktamov; 10 октября 1977 года, Узбекская ССР, СССР) — узбекистанский футбольный тренер и функционер. Главный тренер клуба «Кызылкум».
Долгие годы работал в системе футбольного клуба «Кызылкум». В 2013 году стал вице-президентом клуба, в 2014—2015 годах исполнительным директором. В 2015 году «Кызылкум» упразднил должность главного тренера, и учредил на это место должность менеджера. Им стал Хамиджон Актамов, который фактически стал главным тренером команды. В 2017 году должность менеджера была упразднена, и автоматически Хамиджон Актамов стал главным тренером команды. Фактически является главным тренером «Кызылкум» с 2015 года. С этого периода параллельно является начальником команды.